# Rainford Junction
Rainford Junction – osada w Anglii, w Merseyside, w dystrykcie St. Helens. Leży 8 km od miasta St. Helens, 17,9 km od miasta Liverpool i 288,5 km od Londynu. W 2015 miejscowość liczyła 946 mieszkańców.